# Notomulciber albosetosus
Notomulciber albosetosus là một loài bọ cánh cứng trong họ Cerambycidae.